# ويليام باركس
ويليام باركس هو أستاذ جامعي وجيولوجي كندي، ولد في 11 ديسمبر 1868 في هاميلتون في كندا، وتوفي في 3 أكتوبر 1936 في تورونتو في كندا.